# Елдер Мартінш де Карвалью
Елдер Мартінш де Карвалью (порт. Hélder Martins de Carvalho, нар. 1 січня 1977) — ангольський футбольний арбітр. Арбітр ФІФА з 2008 року.

## Кар'єра
Працював на таких міжнародних змаганнях :
- Фінал Кубка КОСАФА 2009, 2018
- Кубок африканських націй 2010 (1 матч)
- Чемпіонат африканських націй 2011 (1 матч)
- Юнацький кубок африканських націй 2011 (3 матчі, включаючи фінал)
- Юнацький чемпіонат світу 2011 (2 матчі)
- Молодіжний кубок африканських націй 2017 (1 матч)
- Чемпіонат африканських націй 2018 (2 матчі)
- Кубок африканських націй 2019 (2 матчі)
- Кубок африканських націй 2021